# Roter Stern Leipzig

Logga för Roter Stern Leipzigs

Roter Stern Leipzig ’99 e. V. är en idrottsförening från stadsdelen Connewitz i Leipzig . Klubben grundades 1999. 
Idrottsföreningen har över 1 500 medlemmar och 19 avdelningar. Sportslig framgång är sekundärt för Roter Stern. Detta eftersom föreningen ser sig mer som ett kulturpolitiskt idrottsprojekt, med utgångspunkt i radikal vänsterpolitik, snarare än en traditionell fotbollsklubb. 
Roter Stern har vänskapsband med Clapton CFC, Tennis Borussia Berlin, Wiener Sportclub och FC St. Pauli.